# Didymoplexis flexipes
Didymoplexis flexipes är en orkidéart som beskrevs av Johannes Jacobus Smith. Didymoplexis flexipes ingår i släktet Didymoplexis och familjen orkidéer.
Artens utbredningsområde är Java. Inga underarter finns listade i Catalogue of Life.